# カスタム・ハウス駅
カスタム・ハウス駅（Custom House station）は、イースト・ロンドンロイヤル・ドックスの近くにあるカスタム・ハウスにあるドックランズ・ライト・レイルウェイ(DLR)及びエリザベス線の鉄道駅である。トラベルカード・ゾーンは3である。駅名は以前から近くに位置していた古いカスタム・ハウスから取られた。
この駅はイースタン・カウンティーズ・アンド・テムズ・ジャンクション鉄道として1855年に開業し、その後ノース・ロンドン線へ合併された。DLRの駅は1994年3月28日にベックトン駅への延長の一部として開業した。ノース・ロンドン線のプラットホームは2006年12月9日に廃止され、その後ストラトフォード駅からノース・ウーウィッチ駅まで路線は廃止された。
この駅は、エクセル展覧会センターや複合のホテル、レストラン、バーの主要な公共輸送である。この駅はエクセル展覧会センターの正面玄関からの高架の渡り通路で連絡されている。また、ロイヤリ・ヴィクトリア・ドック橋は南部のロイヤル・ヴィクトリア・ドックと接続している。
2022年5月24日、クロスレールのエリザベス線が開通。カスタム・ハウス駅に停車することになった。

## 隣の駅
ロンドン交通局
■ドックランズ・ライト・レイルウェイ
ロイヤル・ヴィクトリア駅 - カスタム・ハウス駅 - プリンス・リージェント駅
クロスレール
■エリザベス線
カナリー・ワーフ駅 - カスタム・ハウス駅 - ウーウィッチ駅

## ギャラリー

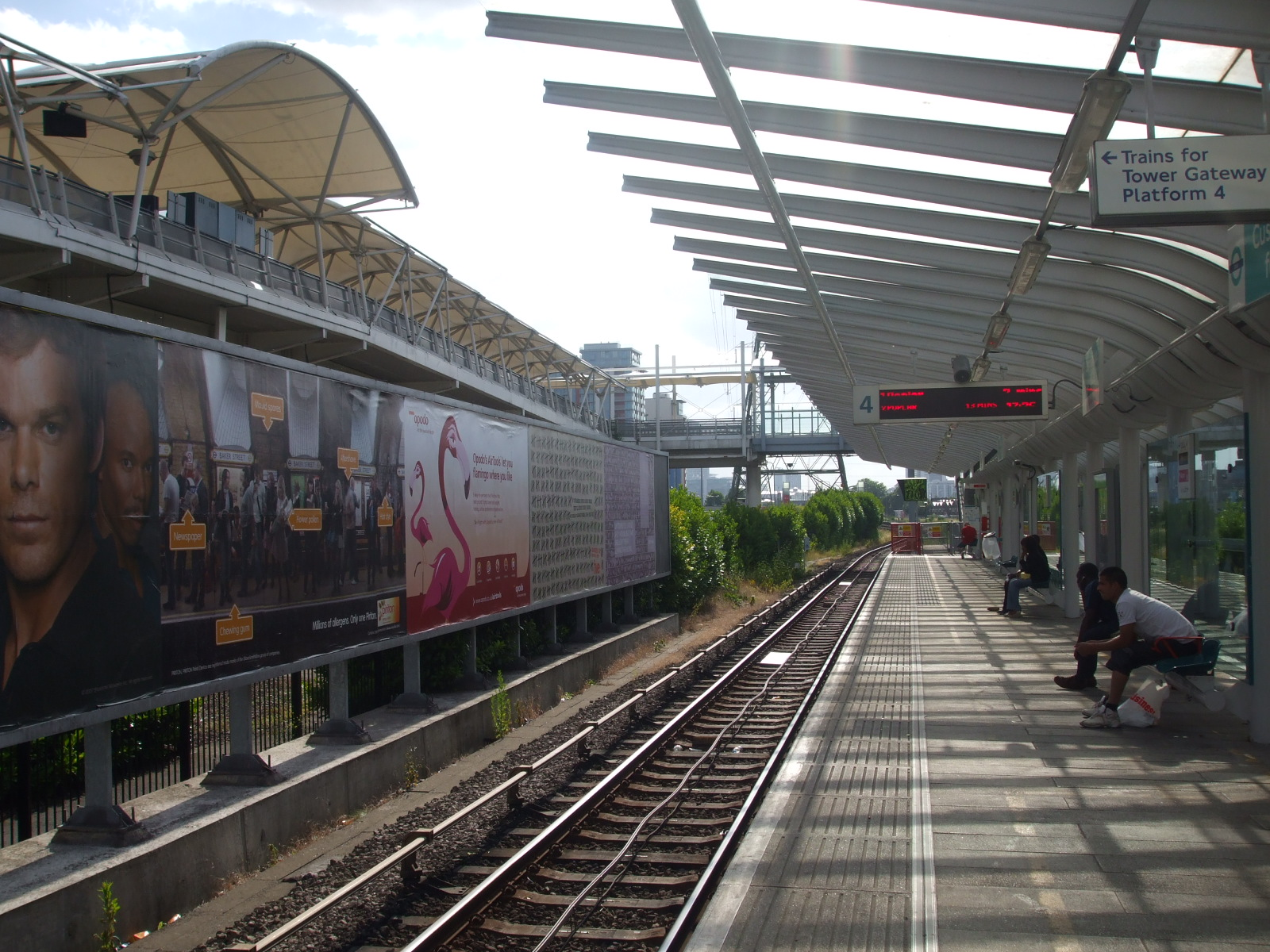
西を見て、左はエクセル展覧会センター
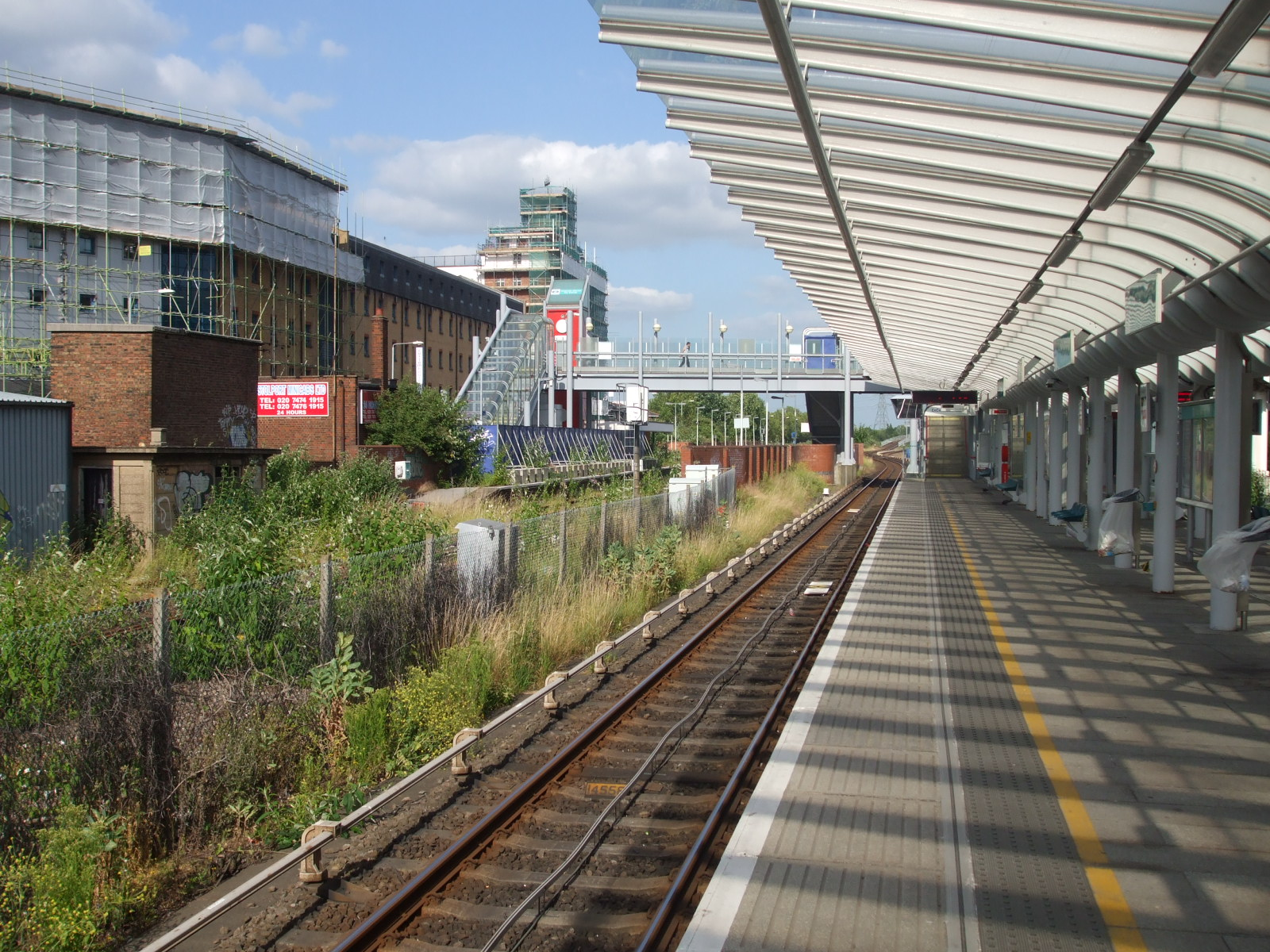
東を見て、以前のノース・ロンドン線のプラットホームが左に見える。
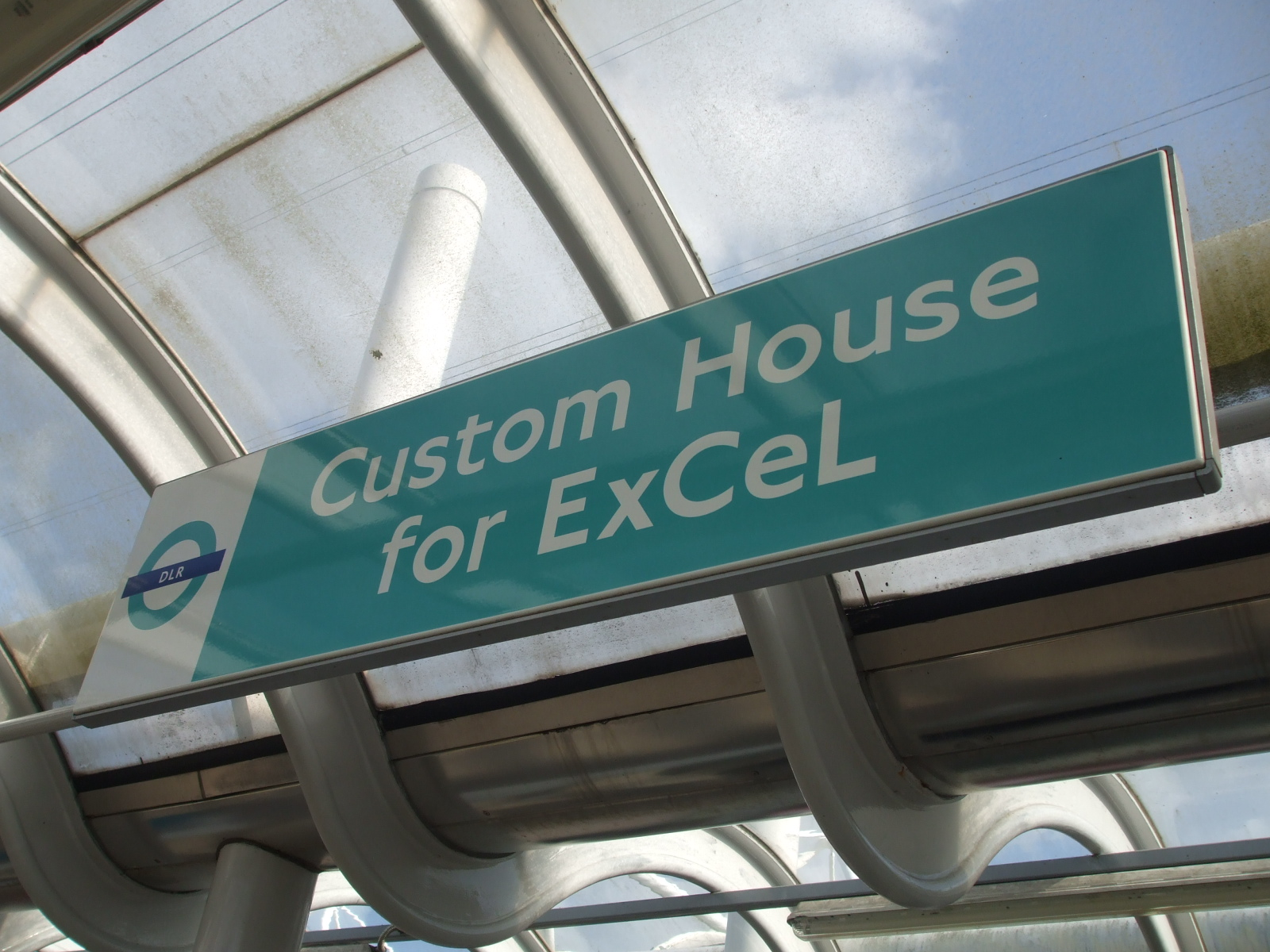
プラットホームの東にある駅名版
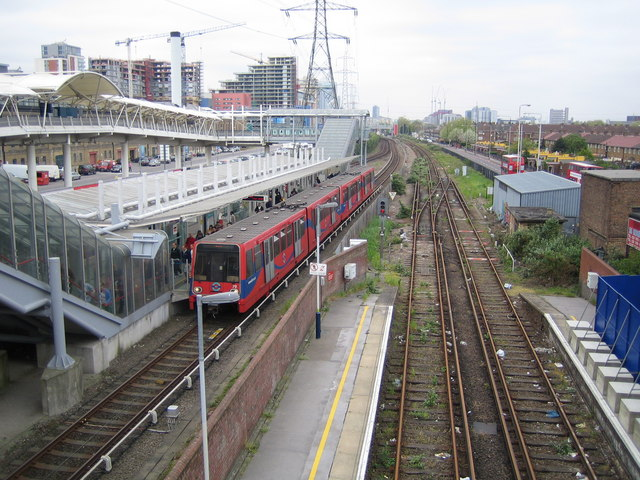
西を眺める。隣には以前のノース・ロンドン線の線路がある。2007年4月撮影